# João Larguito Claro
João Maria Larguito Claro (Olhão, 1947 - 22 de Setembro de 2017), foi um médico dermatologista português. Foi um dos principais promotores do desenvolvimento da dermatologia na região do Algarve, e um dos pioneiros da telemedicina no país.

## Biografia

### Nascimento
João Larguito Claro nasceu em 1947, na vila de Olhão.

### Carreira profissional
Distinguiu-se como médico dermatologista, tendo sido um dos principais responsáveis pelo desenvolvimento daquela especialidade na região, principalmente no Hospital de Faro. Ocupou vários altos cargos naquela unidade de saúde, como director clínico, tendo sido igualmente responsável pela formação de vários jovens médicos. Também foi director dos Serviços de Saúde de Macau entre 1993 e 1999, nos últimos anos da administração portuguesa daquele território.
Quando faleceu, era director do Serviço de Dermatologia do Centro Hospitalar Universitário do Algarve.
Foi um dos pioneiros na introdução da telemedicina em Portugal, tendo sido o primeiro a introduzir a teledermatologia nos centros de saúde da região. Em 2016, destacou-se por ter dado a melhor resposta, a nível nacional, aos pedidos de primeira consulta por parte dos médicos de família, através do uso do rastreio teledermatológico.

### Falecimento e homenagens
Faleceu na madrugada de 22 de Setembro de 2017, aos 70 anos de idade.
Recebeu uma medalha de ouro do Ministério da Saúde, devido ao seu contributo para a introdução da teledermatologia no Algarve. Em 2016, recebeu o prémio de Personalidade do Ano em Telemedicina, pelos Serviços Partilhados do Ministério da Saúde e o Grupo de Trabalho de Telemedicina da Administração Central do Sistema de Saúde.
Em 7 de Setembro de 2017, foi honrado com a medalha de mérito - grau ouro da cidade de Faro.
Na sequência do seu falecimento, foi homenageado pela Câmara Municipal de Faro e pelo Centro Hospitalar do Algarve, tendo este último destacado o seu papel no desenvolvimento da dermatologia e da telemedicina.